# Hanns Martin Schleyer

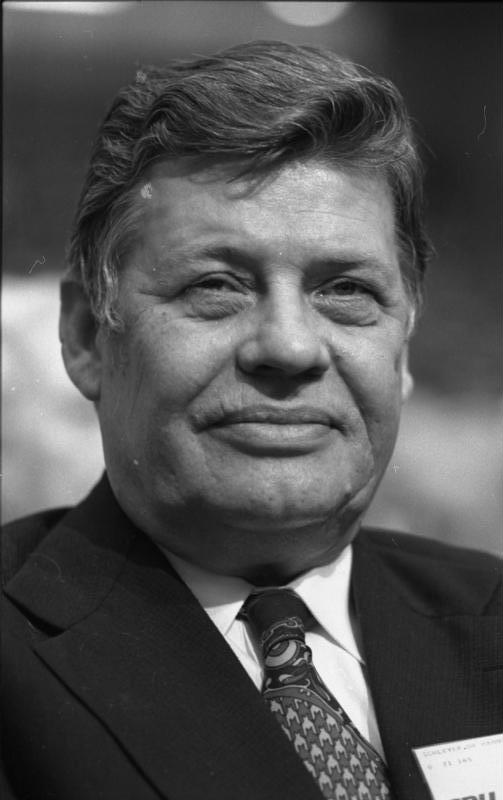
Hanns Martin Schleyer (1973)

Hanns Martin Schleyer (* 1. Mai 1915 in Offenburg als Hans Martin Schleyer; † 18. Oktober 1977 im Grenzgebiet von Frankreich zu Belgien ermordet) war ein deutscher Manager und Wirtschaftsfunktionär. Während der NS-Zeit diente er als SS-Offizier und erreichte den Rang eines SS-Untersturmführers. Von 1973 bis 1977 war er deutscher Arbeitgeberpräsident und seit 1977 Vorsitzender des Bundesverbandes der Deutschen Industrie (BDI). Schleyers Entführung und Ermordung durch die Rote Armee Fraktion (RAF) während des sogenannten Deutschen Herbstes war der Höhepunkt einer der schwersten Krisen in der Geschichte der Bundesrepublik Deutschland.

## Leben

### Herkunft
Schleyer wurde als einziger Sohn des Landgerichtsdirektors Ernst Julius Schleyer (1882–1959) und dessen Frau Helene Luise Elisabeth, geb. Rheitinger (1883–1979), in Offenburg geboren. In der Geburtsurkunde wurde sein erster Vorname Hans mit nur einem n eingetragen. Er selbst schrieb sich meistens als Hanns Martin Schleyer. Schleyers Urgroßonkel war der Prälat Johann Martin Schleyer, Schöpfer der Plansprache Volapük.

### Ausbildung und politisches Engagement in nationalsozialistischen Organisationen
Nachdem Schleyer 1933 in Rastatt das Abitur abgelegt hatte, begann er an der Universität Heidelberg ein Jura-Studium. Er war seit seiner Schulzeit Mitglied der Schülerverbindung Teutonia 1842 zu Rastatt und trat 1934 als Student dem Corps Suevia bei. Zugleich war Schleyer auch in nationalsozialistischen Organisationen engagiert. Zum 1. März 1931 trat er in die Hitlerjugend und am 30. Juni 1933 in die SS ein (SS-Nummer 227.014).
Bereits 1935 verließ Schleyer das Corps Suevia Heidelberg, weil es sich weigerte, jüdische Alte Herren auszuschließen. 1958 durfte er wieder eintreten und wurde später Vorsitzender des Altherrenvereins. Am 15. Oktober 1977, während seiner Entführung, wählte das Corps ihn zum Ehrenmitglied.
Schleyer schloss sich dem Nationalsozialistischen Deutschen Studentenbund (NSDStB) an und fand im Heidelberger Studentenführer (und späteren Gauleiter) Gustav Adolf Scheel einen ersten wichtigen Mentor. Während der Auseinandersetzung um das Heidelberger Spargelessen, eine Reihe von gegen Hitler gerichteten Bekundungen Heidelberger Corpsstudenten, vertrat Schleyer entschieden den Standpunkt der Nationalsozialistischen Studentenschaft, deren Funktionär er wurde. Am 22. September 1937 beantragte er die Aufnahme in die NSDAP und wurde rückwirkend zum 1. Mai desselben Jahres aufgenommen (Mitgliedsnummer 5.056.527). Er wurde ab dem Sommersemester desselben Jahres Leiter des Heidelberger Studentenwerkes. 1938 beendete er sein Studium mit dem ersten juristischen Staatsexamen.
Nach dem Anschluss Österreichs war er ab dem Sommersemester 1938 auf besonderen Wunsch Scheels, mittlerweile Reichsstudentenführer, Leiter des Studentenwerks an der Universität Innsbruck. Ende September 1939 erfolgte dort seine Promotion zum Dr. jur. nach österreichischem Recht.

### Heirat und Kriegsdienst
Am 21. Oktober 1939 heiratete Schleyer Waltrude Ketterer (1916–2008), Tochter des Arztes und NS-Politikers Emil Ketterer. Aus der Ehe gingen die vier Söhne Hanns-Eberhard (* 1944), Arnd (1949–2021), Dirk (* 1952) und Jörg (* 1954) hervor.
Im Mai 1940 wurde Schleyer zu einer Gebirgsjägereinheit der Wehrmacht eingezogen und nahm an der Schlussphase des Westfeldzugs teil. Bei den Vorbereitungen zur geplanten Invasion Großbritanniens stürzte der eher unsportliche Schleyer bei einer Kletterübung an der nordfranzösischen Kreideküste im Herbst 1940 ab. Er kugelte sich beide Arme aus und kehrte nach Innsbruck zurück, um dort seine Verletzungen auszukurieren. Am 14. Mai 1941 wurde er auf Antrag seines Mentors Scheel als dienstuntauglich entlassen. Scheel wollte Schleyer beim Studentenwerk in Prag einsetzen, nachdem die deutschen Prager Hochschulen in die Verwaltung des Deutschen Reiches übernommen worden waren.

### Tätigkeit im deutschbesetzten Prag
Am 1. Mai 1941 übernahm Schleyer die Leitung des Studentenwerks der Deutschen Karls-Universität in Prag, nachdem 1939 nach der Sonderaktion Prag im Protektorat Böhmen und Mähren alle tschechischen Universitäten geschlossen worden waren.
Am 1. April 1943 trat er als Sachbearbeiter in den Zentralverband der Industrie für Böhmen und Mähren ein. Der Verband war unter anderem für die Arisierung der tschechischen Wirtschaft und die Beschaffung von Zwangsarbeitern für das Deutsche Reich zuständig. Hier wurde er später Leiter des Präsidialbüros und persönlicher Sekretär des Präsidenten Bernhard Adolf.

### Nachkriegszeit
Anfang Mai 1945, bei oder kurz vor Ausbruch des Prager Aufstands, verließ Schleyer die Stadt und floh zu seinen Eltern nach Konstanz. Hier wurde er am 18. Juli 1945 von französischen Soldaten verhaftet und kam in US-amerikanische Kriegsgefangenschaft.
Aufgrund seines Ranges als SS-Untersturmführer war Schleyer drei Jahre lang in Baden interniert. Am 24. April 1948 kam er frei. Sein Entnazifizierungsverfahren endete mit der Einstufung als Minderbelasteter, wogegen er Widerspruch einlegte. Nach dem Revisionsverfahren galt er seit Dezember 1948 nur noch als Mitläufer. Schleyer hatte bei den Angaben zur Person einen niedrigeren Dienstgrad angegeben, um das mögliche Strafmaß zu reduzieren: Anstelle seines Rangs als SS-Untersturmführer notierte er SS-Oberscharführer. Nach seiner Entlassung arbeitete Schleyer noch einige Zeit für die französische Armee bei der Direction des Bases Aériennes der Base 139 Lahr.

### Manager und Wirtschaftsfunktionär
Am 1. März 1949 begann Schleyer seine Tätigkeit als Referent bei der Industrie- und Handelskammer Baden-Baden.
Zum 1. Oktober 1951 wechselte er als Sachbearbeiter zur Daimler-Benz AG. Hier übernahm er im Mai 1953 die Leitung des Hauptsekretariats und war zugleich Assistent des Vorstandsvorsitzenden Fritz Koenecke. Durch Protektion Koeneckes stieg Schleyer rasch auf; ab dem 1. Januar 1956 war er Leiter der Personalabteilung, und zum 1. Januar 1959 wurde er als stellvertretendes Mitglied in den Vorstand berufen. Ab dem 1. Oktober 1963 war er ordentliches Vorstandsmitglied, zuständig für das Ressort Personal- und Sozialwesen. Von 1968 bis 1971 war ihm außerdem das Ressort Unternehmensplanung übertragen, das er aber wegen der Wahl von Joachim Zahn zum Vorstandsvorsitzenden abgab. Schleyer hatte, anders als Zahn, den Ausbau der Nutzfahrzeugsparte bei Daimler forcieren wollen und hatte selbst das Amt des Vorstandssprechers angestrebt.
Schleyer war auch stellvertretender Aufsichtsratsvorsitzender der Pegulan-Werke AG, die sein Studienfreund und Corpsbruder Fritz Ries nach dem Krieg aufbaute.
1970 trat Schleyer in die CDU ein. Am 12. Februar 1970 wurde er zum Ehrensenator der Universität Innsbruck ernannt.

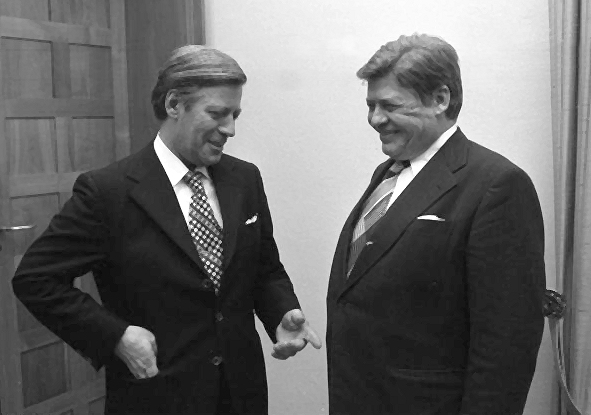
Bundeskanzler Helmut Schmidt (links) empfängt 1974 Hanns Martin Schleyer.

Von 1962 bis 1968 war Schleyer Vorsitzender des Verbandes der Metallindustrie Baden-Württembergs. Nach 1971 konzentrierte er sich verstärkt auf seine Arbeit für die Arbeitgeberverbände. Am 6. Dezember 1973 wurde Schleyer zum Präsidenten der Bundesvereinigung der Deutschen Arbeitgeberverbände (BDA) gewählt. Ab dem 1. Januar 1977 amtierte er zusätzlich als Präsident des Bundesverbandes der Deutschen Industrie (BDI).
Als Wirtschaftsfunktionär beklagte er mangelnde unternehmerische Freiheit im Nachkriegsdeutschland und sah in der Mitbestimmung ein „kommunistisches Machwerk“. Durch seine harte Haltung in den Arbeitskämpfen der 1960er Jahre – umstritten sind etwa die Aussperrungen 1963 – avancierte Schleyer zum Feindbild für die Gewerkschaften, während ihm seine nationalsozialistische Vergangenheit Anfeindungen seitens der Linken einbrachte. 1977 lieferte sich Schleyer mit dem DGB-Vorsitzenden Heinz Oskar Vetter beim 8. St. Gallen Symposium ein Wortgefecht, das auch wegen seiner zeitlichen Nähe zu Schleyers späterer Entführung gewisse Bekanntheit erlangte.

### Entführung und Ermordung

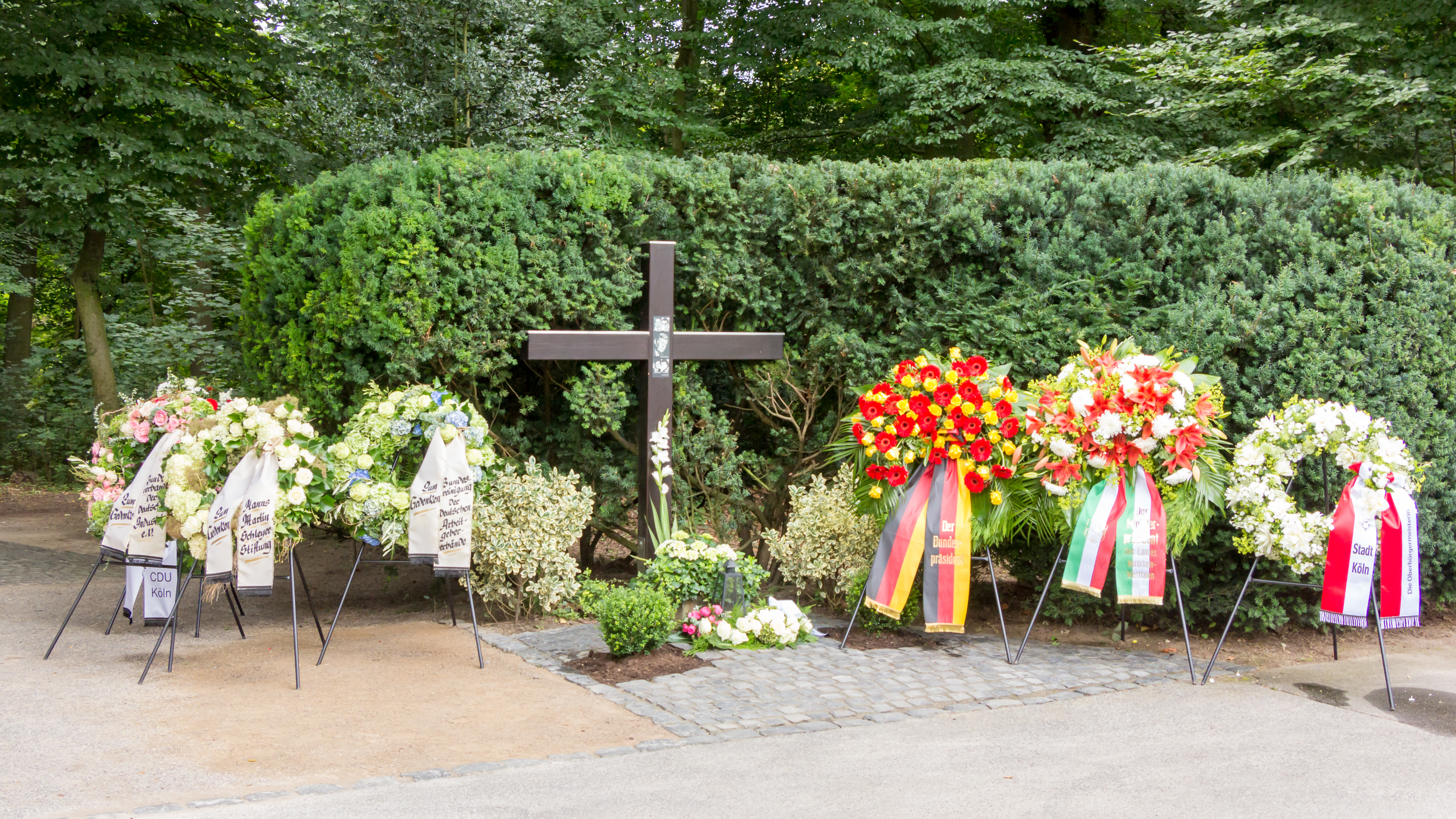
Gedenkstelle in Köln am 40. Jahrestag der Entführung von Hanns Martin Schleyer

Am 5. September 1977, im sogenannten Deutschen Herbst, wurde Schleyer in Köln-Braunsfeld von dem RAF-Kommando „Siegfried Hausner“ entführt. Sein Fahrer Heinz Marcisz und die drei in einem Auto folgenden Leibwächter Reinhold Brändle, Roland Pieler und Helmut Ulmer wurden inmitten eines Kugelhagels von 119 Schüssen getötet. Seine Entführer forderten von der Bundesregierung die Freilassung von elf inhaftierten RAF-Mitgliedern.
Die Regierung unter Bundeskanzler Helmut Schmidt entschied sich dazu, nicht auf die Forderungen einzugehen. Dabei blieb sie auch nach der Entführung des Flugzeugs „Landshut“ am 13. Oktober 1977. Sie ließ die Landshut am 18. Oktober auf dem Flughafen Mogadischu von der GSG 9 des Bundesgrenzschutzes stürmen. Dabei wurden die als Geiseln genommenen Passagiere befreit. In derselben Nacht töteten sich drei RAF-Häftlinge in der Justizvollzugsanstalt Stuttgart (Todesnacht von Stammheim).
Schleyers Angehörige hatten die Haltung der Bundesregierung abgelehnt und ein Lösegeld von 15 Millionen DM bereitgestellt, dessen Übergabe die Behörden verhinderten. Daraufhin hatte Schleyers Sohn Hanns-Eberhard beim Bundesverfassungsgericht die Freilassung der RAF-Häftlinge beantragt. Der Antrag wurde wenige Stunden vor Ablauf des letzten RAF-Ultimatums abgelehnt.
Das RAF-Kommando erschoss Schleyer. Seine Leiche wurde am 19. Oktober 1977 in Mülhausen (Frankreich) im Kofferraum eines Audi 100 aufgefunden.
Von den 20 identifizierten Personen des Täterkreises wurden 17 gefasst und rechtskräftig verurteilt, zwei bei der Verhaftung erschossen. Eine Person wurde nicht gefasst und gilt als verschollen. Die noch lebenden Beteiligten haben den Namen des oder der Todesschützen lange nicht preisgegeben. Das Ex-RAF-Mitglied Peter-Jürgen Boock behauptete im September 2007, dass Rolf Heißler (1948–2023) und Stefan Wisniewski (* 1953) die Täter gewesen seien.

### Begräbnis und Nachwirken

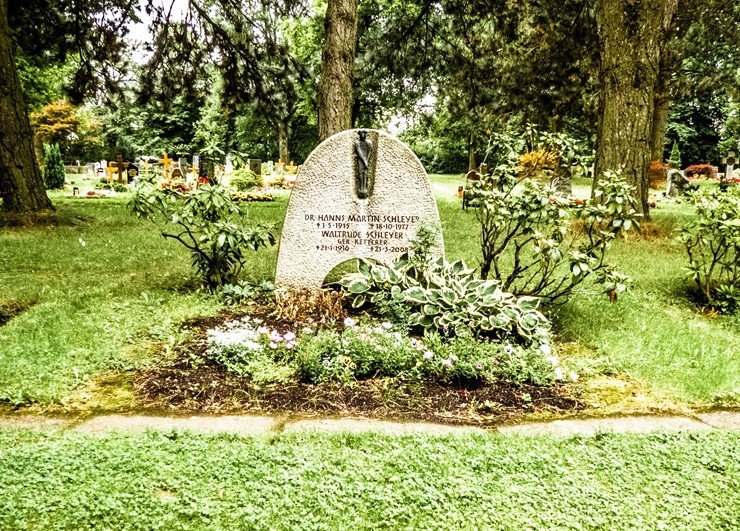
Grabstätte auf dem Ostfilderfriedhof in Stuttgart

Vor der Beerdigung Schleyers auf dem Ostfilderfriedhof in Stuttgart-Sillenbuch fand am 25. Oktober 1977 in der katholischen Domkirche St. Eberhard in Stuttgart ein Staatsakt statt, bei dem fast alle führenden deutschen Politiker anwesend waren. Die Beileidsbekundung von Bundeskanzler Helmut Schmidt bei Schleyers Witwe wurde teils auch als eine Art Entschuldigung verstanden.
1977 gründeten der BDA und der BDI die Hanns Martin Schleyer-Stiftung, die heute hauptsächlich junge Wissenschaftler im Bereich der Rechts-, Wirtschafts- und Kulturwissenschaften fördert. In Stuttgart-Bad Cannstatt wurde 1983 die Hanns-Martin-Schleyer-Halle eingeweiht. In vielen Städten Westdeutschlands wurden Straßen nach Schleyer benannt.
Schleyers Witwe und vor allem sein Sohn Hanns-Eberhard, der von 1989 bis 2009 Generalsekretär des Zentralverbandes des Deutschen Handwerks war, haben sich immer wieder als Vertreter der RAF-Opfer in der Öffentlichkeit zu Wort gemeldet, etwa in der Diskussion um eine Ausstellung über die RAF, die von Januar bis Mai 2005 in Berlin stattfand.

## Filme
- 2008: Der Baader Meinhof Komplex. Verfilmung des gleichnamigen Buches von Stefan Aust.
- 2003: Schleyer – Eine deutsche Geschichte. Dokumentation über Schleyers Leben von Lutz Hachmeister auf Grundlage des gleichnamigen Buches.
- 1997: Todesspiel. Zweiteiliges Doku-Drama von Heinrich Breloer über die Entführung.
- 1978: Deutschland im Herbst.